# Amphidiscosida
Amphidiscosida is een orde van sponsdieren uit de klasse van de Hexactinellida.

## Families
- Hyalonematidae Gray, 1857
- Monorhaphididae Ijima, 1927
- Pheronematidae Gray, 1870